# Adriano Moraes
Adriano Moraes, mais conhecido como "The Phenomenon" (o fenômeno), (Quintana, 20 de Abril de 1970) é um ex-peão de boiadeiro brasileiro, tricampeão mundial de montaria em touros pela PBR (Professional Bull Riders).
Adriano foi o 1º Campeão Mundial da PBR, no ano da fundação deste campeonato, em 1994. Foi também o 1º Bicampeão - em 2001 - e é Tricampeão Mundial da PBR, mérito conquistado em 2006.
Aposentou-se em 2008, aos 38 anos. Atualmente, é técnico da seleção brasileira desta modalidade.
Sobre sua aposentadoria e seus recordes, o atleta fez a seguinte delaração:
| “ | "Foram 28 ossos quebrados, cirurgia, 38 anos de idade, três títulos mundiais... Graças a Deus chegou a hora de parar. Todos os recordes foram feitos para serem quebrados. O meu será quebrado bem rápido" | ” |

## Conquistas
- 1992 - Campeão Brasileiro
- 1993 - Bicampeão Brasileiro
- 1994 - Finalista do "Texas circuit"
- 1994 - Vice-Campeão do "Coors Showdown"
- 1994 - Vice-Campeão do "Bull Riders Only"
- 1994 - Campeão do "Calgary Champion", no Canadá
- 1994 - Campeão mundial pela PBR
- 1994 - Campeão do "National Final Rodeo"
- 1994 - 3º homem na história da "Professional Rodeo Cowboys Association" a montar os 10 touros da "National Final Rodeo" pelo tempo determinado
- 1995 - Vice-campeão do "Dodge National Circuit Final"
- 1996 - Bicampeao do "National Final Rodeo"
- 1997 - Vice-Campeão do PBR
- 2000 - 4º Lugar Campeonato Mundial da PBR
- 2001 - Campeão Mundial do "Challenge Tour"
- 2001 - Campeão do Jaguariuna Rodeo Festival
- 2001 - Bicampeão Mundial pela PBR
- 2003 - Bicampeão Mundial do "Challenge Tour"
- 2004 - Vice-Campeão mundial pela PBR
- 2006 - Tricampeão Mundial pela PBR
- 2007 - Campeão Mundial por equipes pela PBR, representando o Brasil

O peão aposentado Adriano Moraes, tricampeão mundial de montarias em touros pela Professional Bull Riders, passa bem após a queda do cavalo, sofrida na manhã desta quinta-feira, durante um treino para o Desafio do Bem - prova em que peão e cavalo são alvos de apostadores, e arrecadam dinheiro para o Hospital do Câncer de Barretos. No momento do acidente (veja vídeo cedido pela TV Rodeio), Adriano Moraes quebrou a tíbia da perna esquerda e teve uma convulsão assim que bateu a cabeça no chão. Apesar do susto, o ex-peão passou por exames no hospital de Barretos e já recebeu alta.- Tive uma queda leve primeiro, mas depois foi mais rápido e tive um pequeno desmaio na queda. Essas coisas acontecem. Estou fora de forma, pesando 100 kg. Quando eu competia, pesava 85 kg. Quem acha que o peão ganha dinheiro fácil, fica aqui o convite. Não é fácil. Vem montar - afirmou Adriano Moraes, que será substituído pelo campeão brasileiro Leandro Baldissera.